# قوة المشاة البرازيلية
قوة المشاة البرازيلية (بالبرتغالية: Força Expedicionária Brasileira‏) (اختصارًا FEB) وهي قوة مشاة تتألف من حوالي 25700 رجل رتبت من قبل الجيش والقوات الجوية للقتال جنبا إلى جنب مع قوات الحلفاء في مسرح البحر الأبيض المتوسط في الحرب العالمية الثانية. هذه القوة البرية الجوية تتألف من بشكل كامل من فرقة مشاة وسرب طائرات مقاتلة.

## نظرة عامة
في بداية عام 1942، سمحت البرازيل للولايات المتحدة بإقامة قواعد جوية على أراضيها مقابل العرض الذي قدمته الولايات المتحدة لتشجيع تشكيل صناعة الصلب - شركة الحديد الوطنية، في البرازيل. تقع القواعد الأمريكية في ولايات باهيا وبيرنامبوكو وريو غراندي دو نورتي، حيث استضافت مدينة ناتال جزءًا من VP-52 للبحرية الأمريكية. بالإضافة إلى ذلك، أنشأت فرقة العمل الأمريكية الثالثة نفسها في البرازيل. وشمل ذلك سربًا مجهزًا لمهاجمة الغواصات والسفن التجارية التي تحاول التجارة مع اليابان.

## القوات الجوية
- 85 ٪ من مستودعات الذخيرة
- 36 ٪ من مستودعات الوقود
- 28 ٪ من الجسور (19٪ التالفة)
- 15 ٪ من السيارات (13٪ التالفة)
- 10 ٪ من المركبات التي تجرها الخيول (10٪ التالفة) [2]

| المهمات المنجزة                    | 445       |
| المهام الهجومية                    | 2،546     |
| البعثات الدفاعية                   | 4         |
| ساعات الطيران في العمليات الحربية  | 5465      |
| مجموع ساعات الرحلة المنجزة         | 6،144     |
| مجموع القنابل الملقاة              | 4،442     |
| القنابل الحارقة (FTI)              | 166       |
| قنابل التجزئة (260 رطلا)           | 16        |
| قنابل التجزئة (90 رطلا)            | 72        |
| قنابل الهدم (1.000 رطل)            | 8         |
| قنابل الهدم (500 رطل)              | 4،180     |
| الكمية الإجمالية التقريبية للقنابل | 1،010     |
| أطلقت قذائف عيار 0.50              | 1180200   |
| مجموع الصواريخ التي تم إطلاقها     | 850       |
| البنزين المستهلك باللتر            | 4،058،651 |

| الأهداف / الأهداف                    | دمرت | التالفة |
| ------------------------------------ | ---- | ------- |
| محركات السكك الحديدية                | 01   | 13      |
| النقل الميكانيكي                     | 470  | 303     |
| سيارات السكك الحديدية والدبابات      | 63   | 163     |
| السيارات المدرعة                     | 07   | 11      |
| المركبات التي تجرها الحيوانات        | 79   | 19      |
| جسور السكك الحديدية والطرق السريعة   | 04   | 14      |
| قصاصات السكك الحديدية والطرق السريعة | 55   | 00      |
| المباني التي يحتلها العدو            | 129  | 92      |
| المعسكرات التي يحتلها العدو          | 18   | 14      |
| وظائف القيادة                        | 02   | 02      |
| مواقع المدفعية                       | 43   | 07      |
| مصانع                                | 04   | 03      |
| المباني المتنوعة                     | 39   | 04      |
| مستودعات الوقود                      | 06   | 02      |
| المصافي                              | 01   | 01      |
| محطات الرادار                        | 00   | 02      |